# 半澤凌太
半澤 凌太（はんざわ りょうた、2000年1月10日 - ）は、日本の男子プロバスケットボール選手である。ポジションはガード。B.LEAGUEの仙台89ERS所属。

## 来歴
福島県出身。
福島南高校在学中の2018年2月2日、福島ファイヤーボンズに特別指定選手として加入し、U-18日本代表も経験。
筑波大学3年次の2021年1月26日、福島ファイヤーボンズの特別指定選手として再びプレーすることが発表された。
2021年12月24日、三遠ネオフェニックスと正式契約。
2023年5月8日に三遠との契約満了が発表され、同年6月29日、京都ハンナリーズに移籍した。京都では 51試合の出場で1試合平均2.7得点1.6リバウンドを記録した。
2024年6月5日に仙台89ERSと契約を結んだ。